# Экономический консультативный совет Индии
Экономический консультативный совет Индии — непостоянный и независимый орган, созданный для предоставления экономических рекомендаций правительству Индии, задачей которого является консультация премьер-министра по целому ряду экономических вопросов, таких как инфляция, микрофинансирование, объём промышленного производства и т. д.

## Функции
- Анализ любой экономической деятельности и вопросов;
- Решение вопросов макроэкономической важности;
- периодические доклады премьер-министру по макроэкономическим событиям и проблемам, имеющим последствия для экономической политики;
- и другие вопросы.

Основная роль агентства в том, чтобы дать нейтральную точку зрения по экономическим вопросам политики премьер-министру. Кроме того, оно готовит ежемесячный отчет экономических изменений, которые должны быть предоставлены до вечера каждого рабочего дня.
Для этого агентство внимательно обозревает национальные и международные экономические события и тенденции, и разрабатывает надлежащие ответные меры политики. Оно публикует отчеты Годовой экономический обзор и Обзор экономики Индии.